# Arichat (Nueva Escocia)

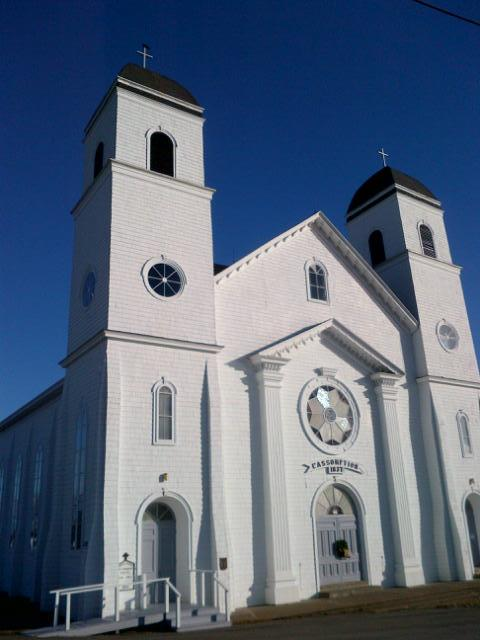
Notre Dame de L'Assumption

Arichat es una villa canadiense de la provincia de Nueva Escocia. Es una de las comunidades más antiguas de la provincia, que data del siglo XVIII.
Es un distrito del Condado de Richmond, en Isle Madame y actualmente es la sede del Municipio del Condado de Richmond.

## Etimología
El nombre Mi'kmaq "Nerichat" eventualmente se convirtió en Arichat. En algunos planes tempranos se encuentra como "Nerichau". En un tiempo, West Arichat se llamaba Acadiaville, ya que algunos de los acadianos después de su expulsión de Grand Pre se establecieron en esta área. Los pueblos indígenas también tenían el nombre de "Liksake" para Arichat, que significa rocas desgastadas, y también "ehksake" que significa "el campamento".

## Historia
Arichat se encuentra en lo que forma un puerto natural protegido. Como tal, fue una joya importante en la provincia marítima de Nueva Francia, junto con la capital contemporánea de Cabo Bretón, Louisbourg.
Después de la victoria británica en la Guerra de los Siete Años, Arichat sería un puerto valioso en el comercio pesquero, cuyos emperadores fueron Charles Robin y John Janvrin, entre otros.
Durante la Revolución Americana, el 22 de septiembre de 1776, Canso, Nueva Escocia fue atacada por el corsario estadounidense John Paul Jones, el padre de la Armada estadounidense. El corsario navegó en 1775 y destruyó quince barcos, y dañó muchas propiedades en la costa. Allí reclutó a hombres para llenar las vacantes creadas por la dotación de sus premios, quemó una goleta de pesca británica, hundió un segundo y capturó un tercero, además de un chaleco que usó como una licitación. Jones luego saqueó la comunidad de Petit-de-Grat, Nueva Escocia y Arichat y luego regresó a Boston.

## Isla Jerseyman
Isla Jerseyman protege el puerto de Arichat, actuando como un rompeolas natural. Habiendo sido utilizado por el Mi'kmaq local durante miles de años. Con la llegada de los europeos al área en la década de 1500, la isla se convertiría en un refugio para la pesca de bacalao, con la primera sucursal norteamericana de la Compañía Robin en 1764. Durante la Revolución Americana, la isla y las aldeas en Isle Madame fueron atacados por el equipo de Jones y las tiendas fueron saqueadas y quemadas, y finalmente se reconstruyeron en Arichat.
La isla permanece deshabitada hasta el día de hoy, con el faro sin ser tripulado en 1978.

## Museo LeNoir Forge
El LeNoir Forge fue construido originalmente en 1793 por Thomas LeNoir, un nativo de Francia. Era un cerrajero experto; sin embargo, el retorno monetario por su trabajo no fue tan gratificante como se esperaba y eventualmente regresó a la herrería regular. Durante este período de la historia, la construcción y reparación de barcos floreció en la Isla Madame. La forja produjo materiales que fueron utilizados en esta industria. A finales del siglo XIX, el apogeo de los veleros de madera había terminado, los negocios disminuyeron y la fragua eventualmente cayó en mal estado. La Junta de Comercio de Isle Madame asumió el patrocinio para restaurar este edificio de piedra como un proyecto centenario y municipal de 1967.

## Educación

### Escuela/Seminario de Arichat de la Universidad St. Francis Xavier
Arichat jugó un papel importante en la educación de las mentes jóvenes. "En Arichat, bajo el liderazgo del Reverendo Justo Colin F. MacKinnon, las primeras clases de la Universidad St. Francis Xavier comenzaron el 20 de julio de 1853. Para diciembre de 1853, se informó que 12 estudiantes estaban en residencia, y se espera que la inscripción aumente. Los estudiantes estudiarían una variedad de temas, incluyendo filosofía, teología y los clásicos. La mayoría de los estudiantes eran de ascendencia escocesa, y se observó que la mayoría de los acadianos locales tenían una inscripción mínima, en parte debido a que los materiales estaban cubiertos en inglés y no en francés, el idioma predominante de la isla en ese momento.
El segundo año de registro de 15 estudiantes en noviembre de 1854, mientras que 40 o más estudiaron otros programas ofrecidos en el campus, o "la Casa Grande".
La universidad se mudaría de Arichat a Antigonish, Nueva Escocia, ya que se sabía que la ciudad solo sería anfitriona de la universidad temporalmente. Colin Francis MacKinnon había organizado nuevas instalaciones para albergar la escuela a fines del verano de 1855 y esperaba hacer Antigonish.

## Historia eclesiástica
La catedral católica de Notre Dame de l'Assomption se construyó por primera vez en 1835, y su primera misa se celebró en 1837. El edificio original fue destruido y reconstruido. En 1894, sufrió cambios estructurales significativos, al ver que el solitario campanario fue reemplazado por dos torres y vitrales de dos pisos que se han convertido en símbolos de Arichat, y es fácilmente la estructura más visible desde la mayoría de los puntos del pueblo.
El edificio refleja una combinación de estilos arquitectónicos neoclásicos y góticos y se le considera como la iglesia católica más antigua de Nueva Escocia.
.

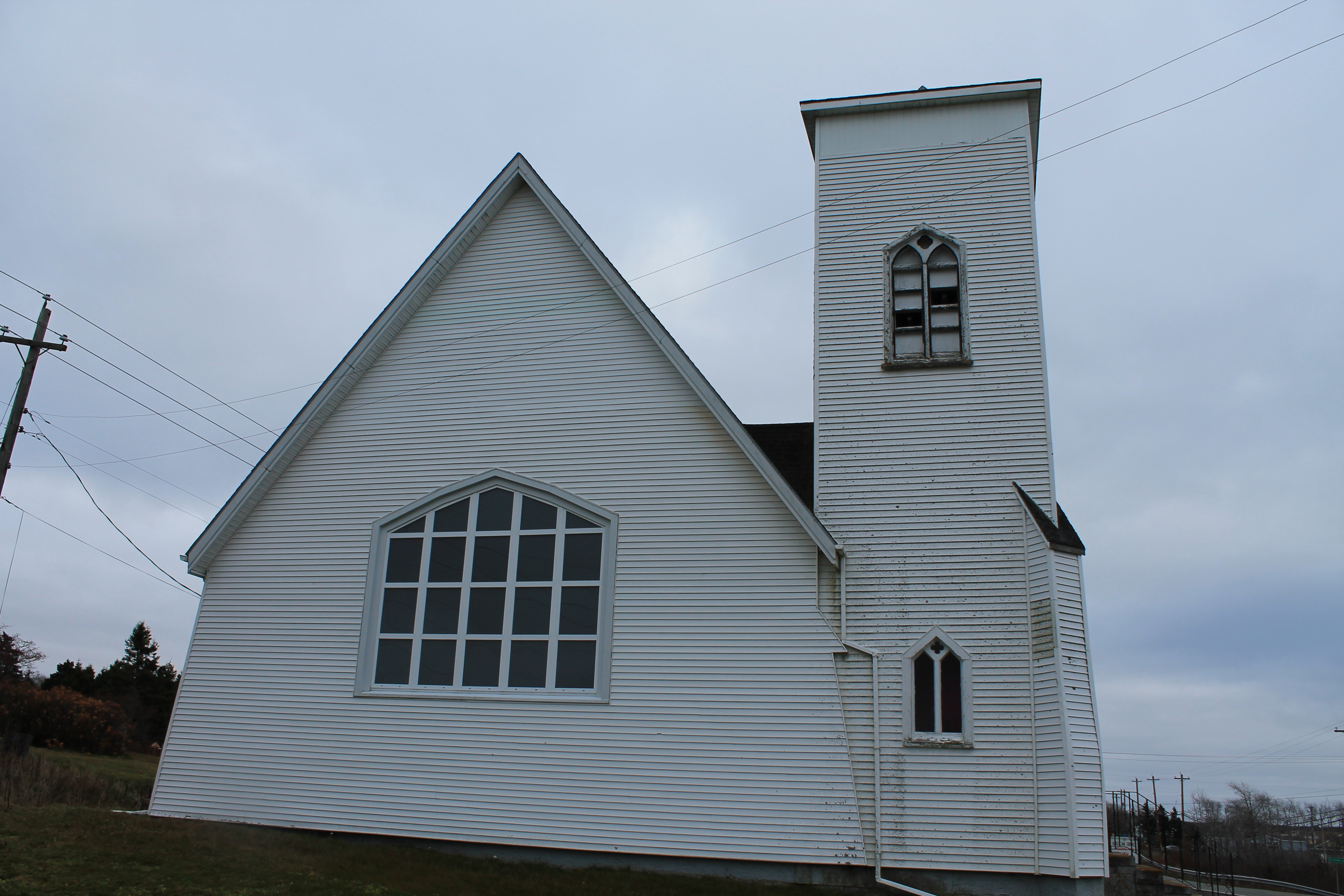
La iglesia anglicana de San Juan, el segundo edificio, terminado en 1895 y diseñado por William Harris.

En Arichat también también se encuentra la Iglesia Anglicana de San Juan. Fundada en 1828, la iglesia fue destruida por un incendio y reconstruida en 1895. Fue diseñada por el famoso arquitecto William Harris. Considerada como la segunda congregación anglicana más antigua de Cape Breton, la iglesia es conocida por sus increíbles propiedades acústicas, una firma de su arquitecto.

## Corte
El Arichat Courthouse, que data de 1847, fue diseñado por Alexander McDonald, conocido por sus fachadas de inspiración griega similares a las que diseñó en Sherbrooke y Antigonish. La adición trasera fue construida en 1978 para albergar oficinas municipales. El tribunal no se ha sentado en el edificio desde 2009, pero sigue siendo un símbolo del alcance de la ley en la Isla Madame.

## Faros

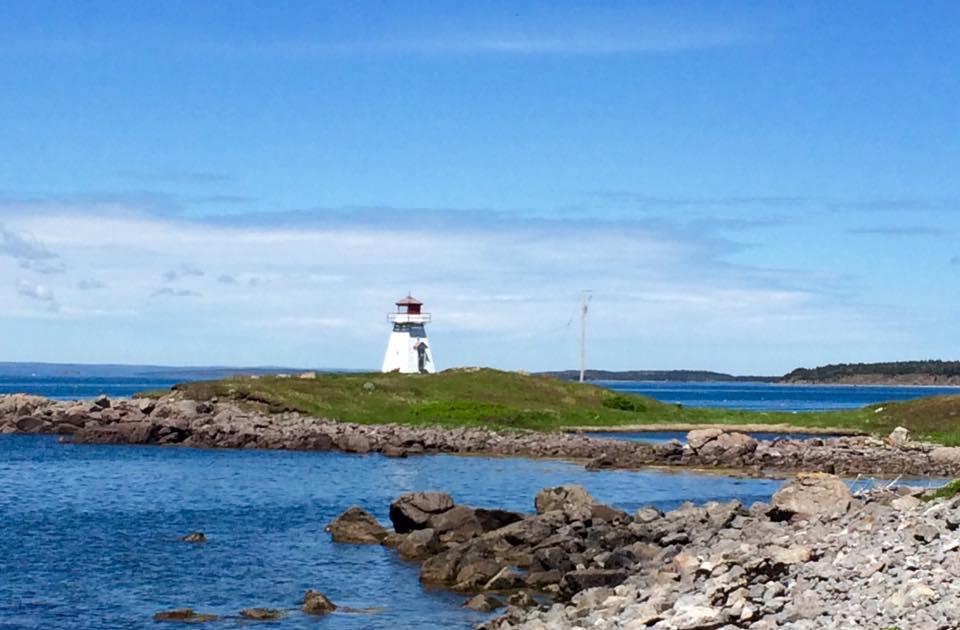
Faro de Marche Point, de pie en el borde de Cap Auguet

Dos faros están parados en las entradas al puerto de Arichat. Marche Point, originalmente construido en la década de 1850, luego de una petición firmada por pescadores, comerciantes y miembros de la comunidad fue enviada a la Legislatura. La estructura fue reemplazada en 1869 y luego nuevamente en 1949 por la estructura actual, junto con un bungalow que desde entonces se mudó a Arichat.
Un segundo faro se encuentra en la Isla Jerseyman, establecida en 1872, en la entrada sudoeste del puerto y colocó la primera llamada de ayuda durante el hundimiento de la "Flecha" de las SS.
Ambos faros han sido reemplazados por réplicas en 2017-2018.

## Comunidad de St. Anne y centro de atención de enfermería
St. Anne Community and Nursing Care Center (también conocido como St. Anne Center) está ubicado en 2313 Highway 206 en Arichat, Nueva Escocia. El componente de asilo de ancianos consta de veinticuatro camas del Departamento de Salud y Bienestar de Nueva Escocia, Cuidados a Largo Plazo y cinco camas de Veterans Affairs Canadá. El componente de Cuidados Agudos, el Centro de Emergencias / Servicios para Pacientes Externos del Centro St. Anne y el Centro de Educación para la Diabetes están ubicados en el lado este del centro. Todos los componentes de St. Anne Center están acreditados por Accreditation Canada.

## Hundimiento de SS Arrow
El 4 de febrero de 1970, el SS Arrow golpeó Cerberus Rock, un peligro de navegación que se encuentra justo debajo de la superficie de la Bahía de Chedabucto. El barco finalmente se dividiría en dos, liberando más de 10,000 toneladas de petróleo en la Bahía, cubriendo 75 millas de costa y devastando la industria pesquera local. Actualmente, el naufragio sigue siendo un sitio de buceo popular para locales y miembros de la comunidad internacional.
En 2015,  Arrow  comenzó a perder combustible casi 40 años después de hundirse. Los buzos comenzaron a retirar aproximadamente 20,000 litros de aceite sobrante para evitar daños adicionales a la pesquería.